# Teesdaliopsis conferta
Teesdaliopsis conferta é uma espécie de planta com flor pertencente à família Brassicaceae. 
A autoridade científica da espécie é (Lag.) Rothm., tendo sido publicada em Repertorium Specierum Novarum Regni Vegetabilis 49: 178. 1940.

## Portugal
Trata-se de uma espécie presente no território português, nomeadamente em Portugal Continental.
Em termos de naturalidade é endémica da Península Ibérica.

## Protecção
Não se encontra protegida por legislação portuguesa ou da Comunidade Europeia.